# マウリシオ・カブレラ
マウリシオ・アドルフォ・カブレラ・バルデス（Mauricio Adolfo Cabrera Valdez, 1993年9月22日 - ）は、ドミニカ共和国サン・フアン州ラス・マタス・デ・ファルファン出身のプロ野球選手（投手）。右投右打。現在はFA。
実兄は同じくプロ野球選手のアルベルト・カブレラ。

## 経歴

### プロ入りとブレーブス時代
2010年7月2日にアトランタ・ブレーブスと契約。
2011年にルーキー級ドミニカン・サマーリーグ・ブレーブスでプロデビュー。19試合（先発9試合）に登板して1勝5敗・防御率4.30・36奪三振の成績を残した。
2012年はアパラチアンリーグのルーキー級ダンビル・ブレーブスでプレーし、12試合に先発登板して2勝2敗・防御率2.97・48奪三振の成績を残した。
2013年はA級ローム・ブレーブスでプレーし、24試合に先発登板して3勝8敗・防御率4.18・107奪三振の成績を残した。
2014年はA+級リンチバーグ・ヒルキャッツでプレーし、このシーズン途中に先発から救援に転向した。19試合（先発5試合）に登板して1勝1敗・防御率5.59・28奪三振の成績を残した。オフの11月19日にブレーブスとメジャー契約を結び、40人枠入りした。
2015年もメジャーで投げる機会は訪れず、マイナーのみで登板した。A+級カロライナ・マドキャッツとAA級ミシシッピ・ブレーブスの2球団で投げたが、どちらでも防御率6.00台と炎上した。2チーム計では36試合に登板し、防御率6.33・2勝3敗・WHIP1.59という成績だった。なお、三振を奪う能力の高さを発揮し、48.1イニングで53三振を奪って奪三振率9.9を叩き出した。
2016年6月27日のクリーブランド・インディアンス戦でメジャーデビュー。以後、リリーフで一定の登板機会を得てルーキーイヤーながら41試合に登板。防御率2.82・5勝1敗6セーブ・WHIP1.30・被本塁打はなしと結果を残した。
2017年はメジャーでの登板は無かった。マイナーでは4球団（ルーキー級ガルフ・コーストリーグ・ブレーブス、A+級フロリダ・ファイヤーフロッグス、AA級ミシシッピ、AAA級グウィネット・ブレーブス）合計で41試合に登板して3勝2敗3セーブ・防御率6.20・39奪三振の成績を残した。
2018年2月19日に戦力外となり、翌20日にマイナー契約でAAA級グウィネット・ストライパーズへ配属された。7月11日に自由契約となった。

### ホワイトソックス傘下時代
2018年7月20日にシカゴ・ホワイトソックスとマイナー契約を結んだ。
2019年シーズン後、FAとなった。

### ダイヤモンドバックス傘下時代
2019年11月14日にアリゾナ・ダイヤモンドバックスとマイナー契約を結んだ。
2020年5月22日に放出された。

## 投球スタイル
スリークォーターから放たれる最速103.5mph（約167km/h）・平均100mph（約161km/h）の剛速球が特徴。この速球を中心に、平均84mphのスラーブ、平均91mphのチェンジアップを混ぜ合わせる。

マイナーにおける与四球率が5前後と高い。

## 詳細情報

### 年度別投手成績
| 年 度    | 球 団    | 登 板 | 先 発 | 完 投 | 完 封 | 無 四 球 | 勝 利 | 敗 戦 | セ 丨 ブ | ホ 丨 ル ド | 勝 率 | 打 者 | 投 球 回 | 被 安 打 | 被 本 塁 打 | 与 四 球 | 敬 遠 | 与 死 球 | 奪 三 振 | 暴 投 | ボ 丨 ク | 失 点 | 自 責 点 | 防 御 率 | W H I P |
| -------- | -------- | ----- | ----- | ----- | ----- | -------- | ----- | ----- | -------- | ----------- | ----- | ----- | -------- | -------- | ----------- | -------- | ----- | -------- | -------- | ----- | -------- | ----- | -------- | -------- | ------- |
| 2016     | ATL      | 41    | 0     | 0     | 0     | 0        | 5     | 1     | 0        | 8           | .833  | 162   | 38.1     | 31       | 0           | 19       | 1     | 1        | 32       | 2     | 0        | 14    | 12       | 2.82     | 1.30    |
| MLB：1年 | MLB：1年 | 41    | 0     | 0     | 0     | 0        | 5     | 1     | 0        | 8           | .833  | 162   | 38.1     | 31       | 0           | 19       | 1     | 1        | 32       | 2     | 0        | 14    | 12       | 2.82     | 1.30    |

- 2020年度シーズン終了時

### 年度別守備成績
| 年 度 | 球 団 | 投手（P） | 投手（P） | 投手（P） | 投手（P） | 投手（P） | 投手（P） |
| 年 度 | 球 団 | 試 合     | 刺 殺     | 補 殺     | 失 策     | 併 殺     | 守 備 率  |
| ----- | ----- | --------- | --------- | --------- | --------- | --------- | --------- |
| 2016  | ATL   | 41        | 4         | 6         | 0         | 0         | 1.000     |
| MLB   | MLB   | 41        | 4         | 6         | 0         | 0         | 1.000     |

- 2020年度シーズン終了時

### 背番号
- 62（2016年）